# Station Kokkedal
Station Kokkedal is een treinstation in het dorp Kokkedal in de Deense gemeente  Hørsholm. Het station  aan Kystbanen werd geopend in 1916, eerder was er al wel een loket. Het huidige stationsgebouw kwam gereed in 1944. Naast het spoorstation ligt een klein busstation.
Kokkedal heeft op werkdagen een 10 minutendienst in beide richtingen. Richting Kopenhagen rijden meerdere treinen rechtstreeks door richting vliegveld en verder naar Zweden. 